# Belle Étoile (film)
Pour l’article homonyme, voir Belle étoile.
Pour plus de détails, voir Fiche technique et Distribution.
Belle Étoile est un film français réalisé par Jacques de Baroncelli, sorti en 1938.

## Synopsis
Une jeune fille (Meg), qui refuse d´épouser un homme qu'elle n'aime pas et, un jeune homme (Jean-Pierre), las de vivre, se jettent, au même moment, dans la Seine.
Pourtant, il la sauve de la noyade, avec l´aide de son ami Léon dit "belle étoile" et, change ainsi leurs vies. Le père de Meg pour la retrouver promet une forte récompense, qui attise l´intérêt de la pègre.
Les 3 pour subvenir à leurs besoins travaillent pour  Paris-Soir.

## Fiche technique
- Titre : Belle Étoile

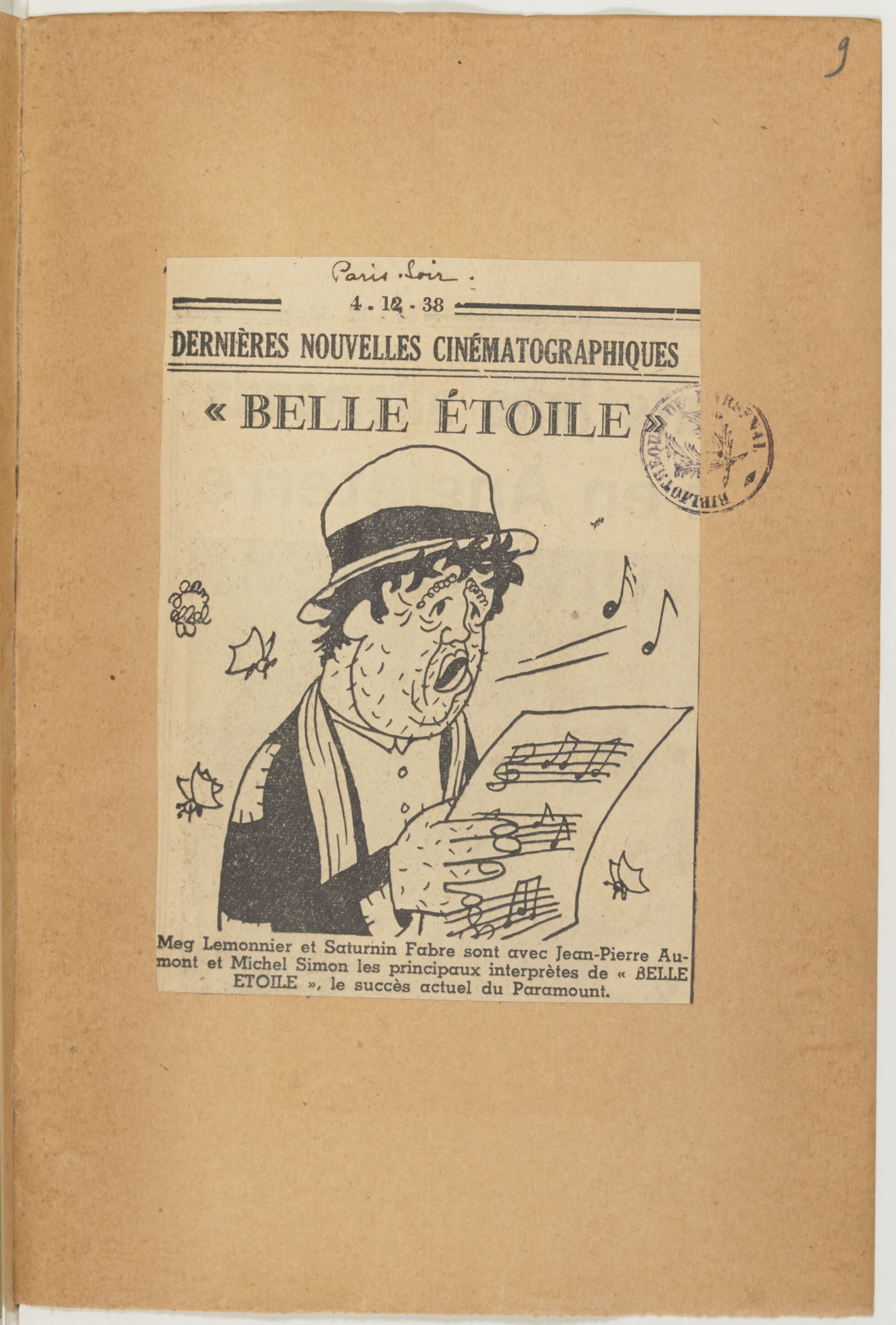
Annonce pour le film dans Les dernières nouvelles cinématographiques.

- Réalisation : Jacques de Baroncelli, assisté de Rodolphe Marcilly
- Scénario et dialogues : Michel Duran
- Musique : Louis Beydts, Paul Misraki, Ray Ventura et André Hornez
- Photographie : Roger Hubert et Jean Charpentier
- Ingénieur du son : Pierre Calvet
- Montage : Jean Hénin
- Décors : Paul-Louis Boutié et Georges Wakhevitch
- Directeur de production : Léopold Schlosberg
- Société de production : Éclair-Journal (Paris)
- Pays d'origine : France
- Format : Noir et blanc - 1,37:1 - Mono - 35 mm
- Genre : Comédie dramatique
- Durée : 87 minutes
- Date de sortie : 
  - France : 24 novembre 1938
- Affiches : Albert Dubout, Boris Grinsson (France)

## Autour du film
Le camion Renault de  Paris-Soir à une conduite à droite.